# Jacek Hoffmann
Jacek Piotr Hoffmann (ur. 24 listopada 1963 w Gubinie) – polski samorządowiec i wojskowy, z wykształcenia ekonomista i politolog, w latach 2006–2012 starosta powiatu krośnieńskiego, w latach 2012–2013 wicemarszałek województwa lubuskiego.

## Życiorys
Absolwent Liceum Ogólnokształcącego w Słubicach oraz Wyższej Szko Oficerskiej Służb Kwatermistrzowskich w Poznaniu z dyplomem podporucznika ekonomisty dyplomowanego. Później ukończył studia magisterskie z politologii w Wyższej Szkole Pedagogicznej w Zielonej Górze. W latach 1986–1999 służył w jednostkach wojskowych 4 Lubuskiej Dywizji Zmechanizowanej w Krośnie Odrzańskim, po czym przeszedł na emeryturę.
Zaangażował się w działalność samorządową. W latach 1999–2006 był skarbnikiem powiatu krośnieńskiego, następnie w grudniu 2006 został jego starostą. W 2006 i 2010 zdobywał mandat radnego powiatu krośnieńskiego. Początkowo startował z list lokalnego komitetu, w 2009 wstąpił do Platformy Obywatelskiej. W marcu 2012 po zdobyciu większości w radzie powiatu przez Sojusz Lewicy Demokratycznej i lokalne ugrupowania został odwołany z fotela starosty.
21 marca 2012 wybrano go wicemarszałkiem województwa lubuskiego, odpowiedzialnym m.in. za gospodarkę, infrastrukturę, nieruchomości, geodezję i planowanie przestrzenne. Złożył rezygnację funkcji z dniem 13 maja 2013, oficjalnie z powodów osobistych. W 2014 ponownie wybrany do rady powiatu, w 2018 bez powodzenia ubiegał się o reelekcję. Został później m.in. członkiem rady nadzorczej prywatnej spółki.

## Życie prywatne
Mieszka w Krośnie Odrzańskim. Żonaty, ma syna.